# Astrid Achi
Astrid Ileana del Carmen Achi Dávila (Guayaquil, 19 de septiembre de 1961-Guayaquil, 13 de octubre de 2023) fue una cantante ecuatoriana.

## Biografía
Estudió canto y piano en el Conservatorio Antonio Neumane de Guayaquil, además de continuar sus estudios en canto con Beatriz Parra y Nelly de Rivas, y piano con Lila Álvarez y Divina de Hlavenka. Ganó el premio de la Sociedad Filantrópica de Guayaquil en dos ocasiones.

### Carrera musical
Cantó profesionalmente desde sus 21 años de edad. Sus primeras intervenciones fueron en óperas como La Traviata, El Barbero de Sevilla, Carmina Burana, El requiem de Verdi, entre otras. Participó en 1978 del primer Concierto Latinoamericano de la Juventud de Música Clásica representando al Ecuador. En 1995, Achi fue semifinalista en el International Voice Competitions de Luciano Pavarotti en la ciudad de Nueva York.
En el año 2006 ganó el Primer Premio Internacional en el Festival de la Canción en Egipto.

### Capacidad vocal
La voz de Achi tiene el registro de soprano.

## Fallecimiento
Falleció el 13 de octubre del 2023, producto de un paro cardiorrespiratorio, tras unas complicaciones en su cirugía, previamente padecía de un cáncer de pulmón que la aquejaba desde hace varios años.

## Discografía
- Voz y sentimiento.[3]
- Mágico mirar.[6]